# Prix Nadar
Der Prix Nadar ist ein französischer Foto-Buchpreis, der 1955 von der Gesellschaft Gens d'Images und Albert Plécy gegründet worden ist.
Ausgezeichnet wird das beste französischsprachige Fotobuch aus dem vergangenen Jahr zur historischen oder zeitgenössischen Fotografie.
Zur Wahl des Preisträgers trifft sich eine Jury von zehn Fachleuten aus dem Bereich Fotografie in der Bibliothèque nationale de France. Der Juryvorsitz wechselt jährlich.
Alle ausgezeichneten Werke werden außer in der Nationalbibliothek auch in die Bibliothek des „Musée Nicéphore Niépce“ in Chalon-sur-Saône aufgenommen.
Namensgeber des Preises ist der französische Fotograf Felix Nadar (1820–1910), einer der Pioniere der Fotografie.

## Preisträger
1955–1979
- 1955: Werner Bischof, Japon, éd. Delpire
- 1956: Fulvio Roiter, Ombrie, éd. Clairefontaine

Umbrien – Land des Heiligen Franziskus – Sonnengesang und Blütenlegenden, 1966
- 1957: William Klein, New York, éd. du Seuil
- 1958: Michel Cot, La Glace à deux faces, éd. Arthaud
- 1959: Serge Moulinier, L'Ordre grec, éd. Arthaud
- 1960: Emil Schulthess, Afrique, éd. Delpire
- 1961: Jean Dieuzaide, Catalogne romane, éd. Zodiaque
- 1962: Alexandre Liberman, Les Maîtres de l'art contemporain, éd. Arthaud
- 1963: Gilles Ehrmann, Les Inspirés et leurs demeures, éd. Le Temps
- 1964: André Jammes, Charles Nègre photographe, éd. André Jammes
- 1965: Madeleine Hours, Les Secrets des chefs-d'œuvres, éd. Pont Royal

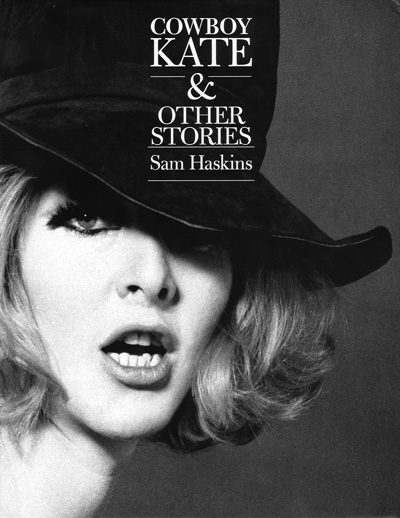
Haskins: Titelbild der Originalausgabe von Cowboy Kate, 1964

- 1966: Sam Haskins, Cow Boy Kate, éd. Prisma
- 1967: Erich Lessing, L'Odyssée, éd. Hatier
- 1968: John Craven, Deux cents millions d'Américains, éd. Hachette
- 1969: Erwin Fieger, Treize photo-essais, éd. Accidentia
- 1970: Étienne Sved, Province des campaniles, éd. Sved Hachette
- 1971: Henri Cartier-Bresson, Vive la France, éd. Laffont-Sélection
- 1972: Jean-Marie Baufle und Jean-Philippe Varin, La Chasse photographique, éd. Hachette
- 1973: André Kertész, Soixante ans de photographies, éd. Le Chêne
- 1974: Gina Lollobrigida, Italia mia, éd. Groupe Flammarion

 Italia Mia. Einleitung von Alberto Moravia. Düsseldorf 1973. 1
- 1975: Collectif VU, Par Life, éd. Life
- 1976: Georg Gerster, La Terre de l'Homme, Zürich, éd. Atlantis

Der Mensch auf seiner Erde, Zürich 1975
- 1977: André Martin, Les noires vallées du repentir, éd. Entente
- 1978: Josef Koudelka, Gitans la fin du voyage, éditions Delpire

1980–1999
- 1981: Willy Ronis, Au Fil du hasard, éditions Contrejour
- 1982: August Sander, Hommes du XXème siècle, éditions Le Chêne

Menschen des 20. Jahrhunderts. 7 Bände. Neuausgabe: München 2002, ISBN 3-82960006-2.
- 1983: François Hers, Récits, éd. Herscher
- 1984: Collection Photopoche, Centre national de la photographie, Paris
- 1985: Jean-Claude Lemagny, La photographie créative, éd. Contrejour
- 1986: Mission photographique de la DATAR. Paysages photographiés, éd. Hazan
- 1987: William A. Ewing, George Hoyningen-Huene, L'élégance des années 30, éd. Denoël
- 1988: André Kertész, Hologramme
- 1989: Splendeurs et misères du corps, éd. Paris-Audiovisuel et Musée d'Art d'Histoire de Fribourg (Moselle)
- 1990: Jean Mounicq, Paris retraversé, Imprimerie nationale
- 1991: Irving Penn, En passant, éd. Nathan Image
- 1992: Michel Séméniako, Dieux de la nuit, éd. Marval
- 1993: Gilles Mora und Walker Evans, La Soif du regard, éd. du Seuil
- 1994: Richard Avedon, Evidence 1944–1994, Schirmer/Mosel Verlag
- 1995: Jean-Pierre Montier, L'Art sans art d'Henri Cartier-Bresson, éd. Flammarion
- 1996:

Marie Cécile Bruwier, Les Pyramides de Giseh à travers l'histoire de la photographie
Alain D'Hooghe, Les Trois Grandes Égyptiennes, éd. Marval
- 1997: Christian Bouqueret, Des années folles aux années noires, éd. Marval
- 1998: Anthologie de la photographie africaine et de l'Océan Indien, ouvrage collectif, éd. Revue Noire, ISBN 2-90957130-0.
- 1999: Michael Ackerman, End Time City, éd. Delpire.

2000–2010
- 2000: Raymond Depardon, Détours
- 2001: Jean Gaumy und Hervé Hamon (Text), Le Livre des tempêtes, à bord de l'Abeille Flandre, éd. du Seuil
- 2002: Larry Burrows (Fotos), Einf. von David Halberstam, Vietnam, éd. Flammarion
- 2003: Bernard Guillot, Le Pavillon blanc, éd. Filigrane
- 2004: Philippe Bordas, L'Afrique à poings nus, éd. Le Seuil
- 2005: Larry Towell, No Man's Land, éd. Textuel
- 2006: Henri Cartier-Bresson, Scrapbook, éd. Steidl Verlag, ISBN 978-0-50054333-7.
- 2007: Gilles Mora, La Photographie américaine, 1958-1981, éd. Le Seuil
- 2008: Sarah Moon, 1 2 3 4 5, éd. Delpire, ISBN 2-85107-238-2.
- 2009: La subversion des images. Hrsg. Centre Georges Pompidou

2010-2020
- 2010: Jean Gaumy, D'après nature, éditions Xavier Barral
- 2011: Jean-Christian Bourcart, Camden, Images en Manœuvres Éditions
- 2012: Marc Riboud, Vers l’Orient, éditions Xavier Barral
- 2013: Mathieu Pernot (photos) et Philippe Artières (textes), L'Asile des photographies, éditions Le Point du jour ISBN 978-2-912132-75-8
- 2014: Laurent Millet, Les Enfantillages pittoresques, Filigranes et Musée des Beaux-Arts d’Angers.
- 2015: Bruno Boudjelal, Algérie, clos comme on ferme un livre ?, Le Bec en l'air.
- 2016: Patrick Zachmann, So Long, China, éditions Xavier Barral